# Arnold von Winkelried

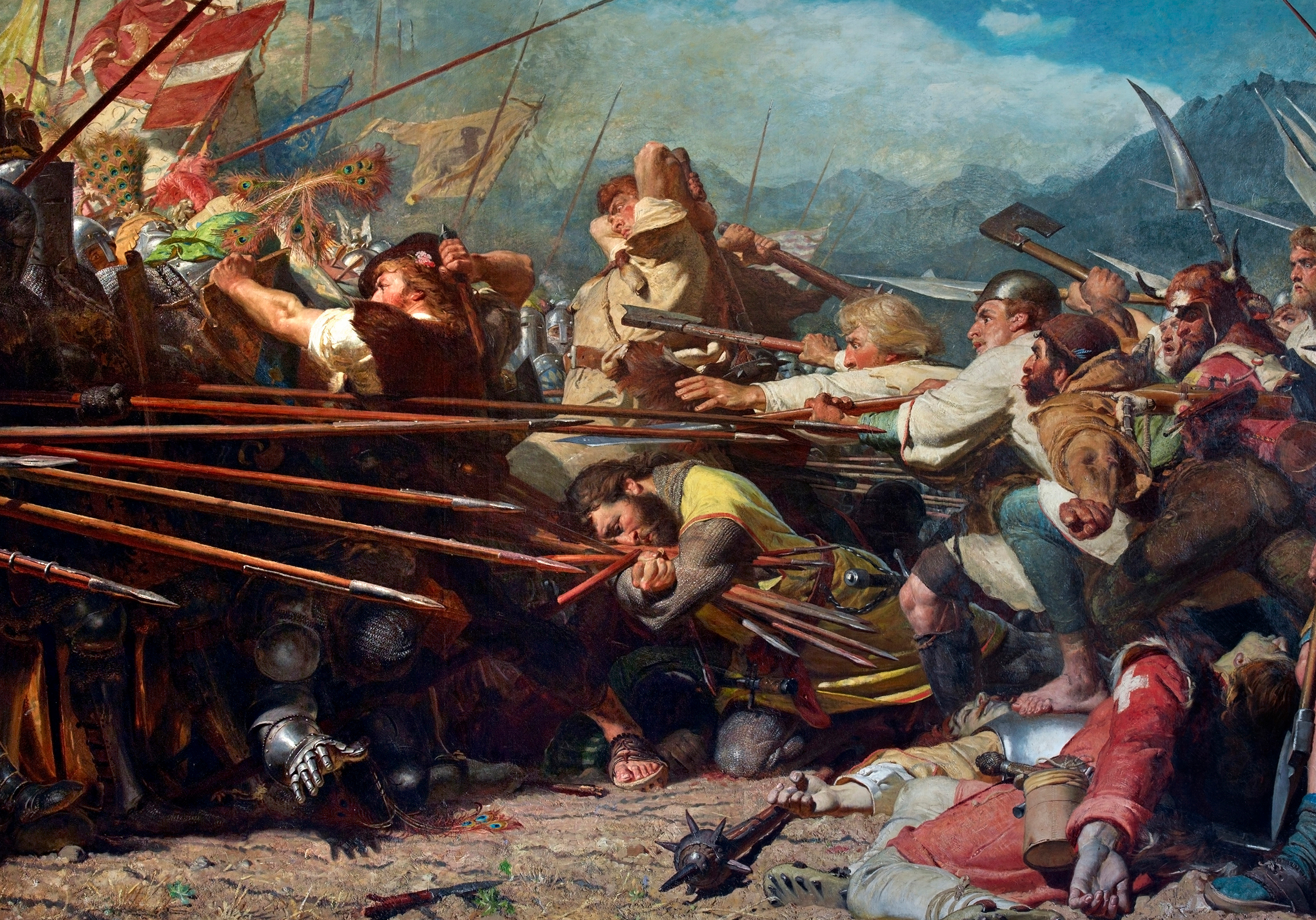
19e-eeuws schilderij over Winkelrieds daad, door Konrad Grob

Arnold von Winkelried of Arnold Winkelried is een legendarische figuur uit de Zwitserse geschiedenis. Hij zou volgens 16e-eeuwse historiografie een cruciale rol hebben gespeeld in de slag bij Sempach, waarbij in 1386 de troepen van het Oude Eedgenootschap het leger van Leopold III van Oostenrijk versloegen. Het verhaal van Arnold von Winkelried maakt deel uit van de stichtingsmythes van Zwitserland.

## Legende
Volgens de legende kon het Zwitserse leger aanvankelijk niet door de dichte linies van het leger van Leopold III van Oostenrijk heen breken. Winkelried zou hierop hebben uitgeroepen dat hij een opening in de linie zou maken, waarna hij zichzelf boven op de pieken van de voorste soldaten wierp. Zo ontstond een kleine opening in de linie, waarlangs de Zwitsers konden aanvallen.

## Historiciteit
De historiciteit van Winkelried en zijn optreden tijdens de slag bij Sempach kunnen niet worden aangetoond. Het lijkt erop dat de (mondelinge) legende is ontstaan rond de jaren 1430, een vijftigtal jaren na de slag. De naam Winkelried is pas in de 16e eeuw aan de held uit de legende verbonden.
De oudste bron over de heldendaad dateert uit 1476. In deze bron is de held nog naamloos. In de kroniek Diebold Schilling van Berne (ca. 1480) is een afbeelding van de slag bij Sempach te zien waarop onder andere een man staat afgebeeld die zich in de speren werpt. Dit is mogelijk een referentie naar Winkelried. Ook in de kroniek van Diebold Schilling van Luzern (1511) staat deze afbeelding.
De naam Winkelried duikt voor het eerst op in de 16e eeuw. Aegidius Tschudi (1536) spreekt van "een man uit de familie Winkelried". De volledige naam Arnold von Winkelried duikt voor het eerst op in een kroniek uit 1564, waarin een lijst van namen staat van mensen die tijdens de slag zouden zijn gestorven.
Volgens Hermann von Liebenau, die in 1862 een boek publiceerde Arnold von Winkelried, seine Zeit and seine That, was de familie Winkelried een riddergeslacht rond 1250, maar was tegen de 14e eeuw veel van hun glorie en rijkdom verloren. De Arnold Winkelried uit de legende was volgens hem mogelijk in werkelijkheid Erni von Winkelried. Deze man was echter 30 jaar na de slag nog steeds in leven, terwijl Arnold von Winkelried zijn daad niet zou hebben overleefd.

## Betekenis
Net als Willem Tell is Arnold von Winkelried een belangrijk symbool bij de vorming van het hedendaagse Zwitserland, en een symbool voor de Zwitserse onafhankelijkheid tijdens de Tweede Wereldoorlog.
Het Sempacherlied uit 1836 gaat over Winkelried.